# 塔日彦浑迪

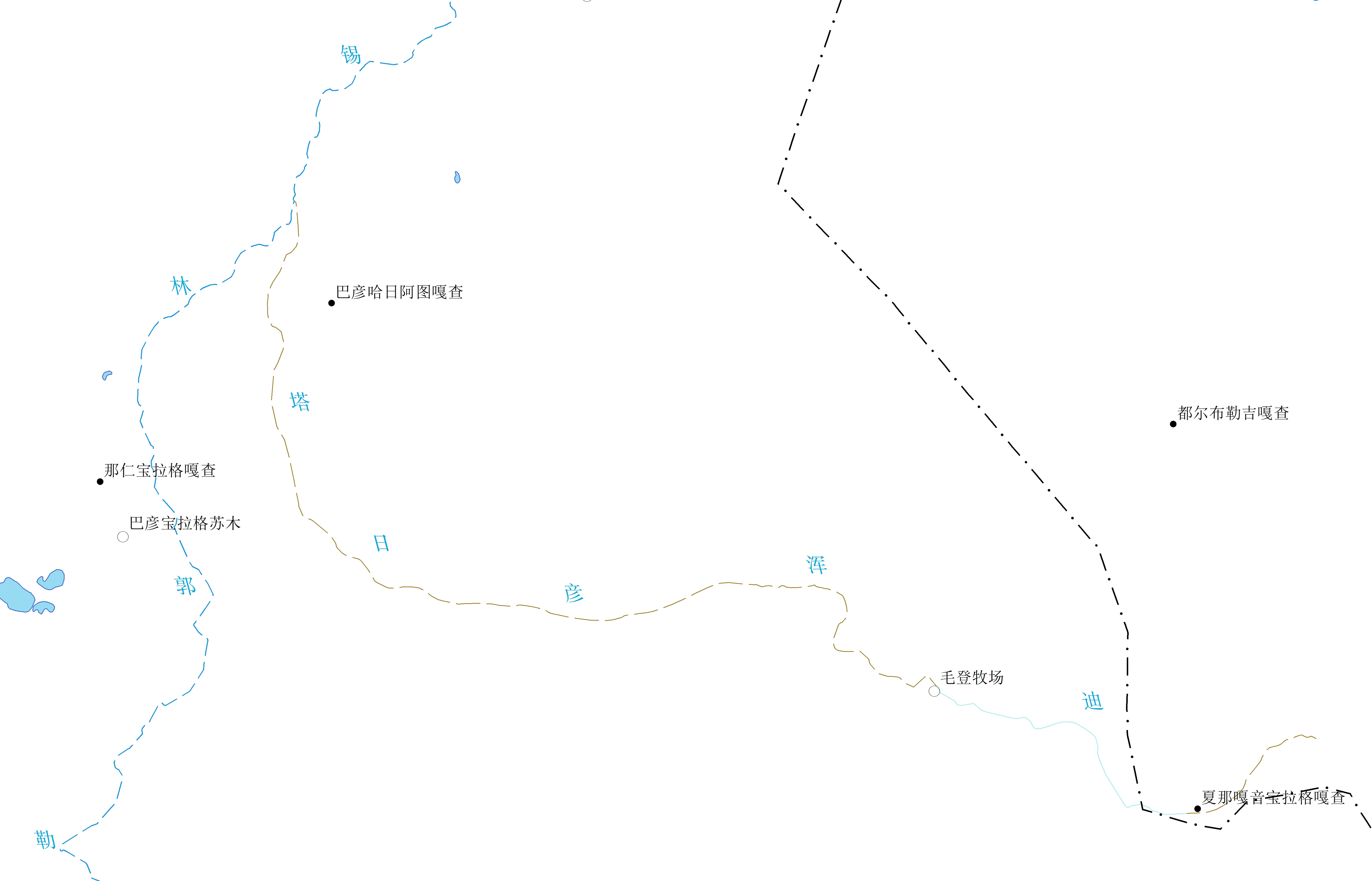
塔日彦浑迪走向

塔日彦浑迪，位于中华人民共和国内蒙古自治区东部的一条内陆干河，是锡林郭勒河右岸支流。发源于锡林郭勒盟西乌珠穆沁旗吉仁高勒镇夏那嘎音宝拉格嘎查附近沙尼根布拉格东北山麓，蜿蜒向西北，流经夏那嘎音宝拉格嘎查、锡林浩特市毛登牧场等地，于巴彦宝拉格苏木巴彦哈日阿图嘎查西北汇入锡林郭勒河。河长81.2千米，流域面积1549.28平方千米，河道平均比降为3.6‰。全河在毛登牧场以上有清水，其余均为干河。毛登牧场附近建有小孤山水库。